# 포드 그라나다

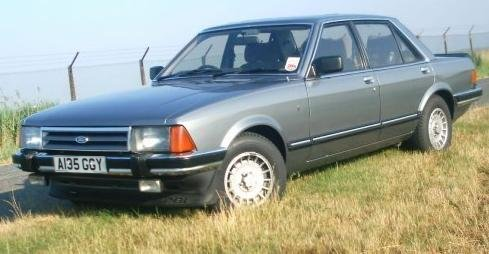
포드 그라나다 2세대(후기형) 전면

포드 그라나다(Ford Granada) 또는 현대 그라나다(Hyundai Granada)는 최고급 승용차를 원하는 수요층을 위해 1978년 10월 현대자동차가 독일 포드에서 2세대 모델을 들여와 조립 생산한 유럽 정통 스타일의 후륜구동 준대형 고급 승용차이다.

## 개요
1976년 현대자동차가 포니를 출시하면서 국내 자동차 시장은 소형차 중심으로 전환되었다. 특히 1차 석유파동 이후 정부의 에너지 절약운동과 국산화율이 높던 소형차 위주의 자동차공업 육성 풍토가 있었다. 반면, 연료 소비가 높은 고급차량들은 1974년 이후 생산금지 조치를 받았다. 이로 인하여 당시 고급차 시장은 사라지면서 한동안은 고급차를 생산하지 않았지만, 자동차 제조사들은 수익성이 높은 고급 승용차 시장을 외면할 수 없었다. 당시 포니를 수출하던 현대자동차는 가격 경쟁력을 위하여 원가에 비해 반값으로 해외시장에서 판매하였기에 적자의 폭이 커지자 적자를 메우기 위하여 정부에 대형 고급차의 생산 허가를 요청하기에 이르렀다.
결국 상공부는 준대형 고급차의 생산을 허락하며 배기량 3,000cc 이하, 국산화율 20% 이상이라는 조건도 붙였다. 그리하여 현대자동차는 독일 포드의 그라나다를 생산하기로 결정하였으며, 1978년 10월에 조립생산하여 같은해 12월에 시판에 들어갔다. 판매 전, 현대자동차는 1,350만원이라는 가격을 책정하였지만, 상공부에 의하여 2,154만원으로 결정되었다. 가격이 오른 것은 상공부가 판매가격의 절반이 넘는 약 700만원이 세금이었는데, 국산화율이 23%에 불과하여 높은 세율의 관세와 특별소비세, 부가가치세 등 각종 세금이 붙었기 때문이었다. 당시 독일시장에서 판매되는 포드 그라나다는 4기통 1.7리터, 6기통 2.0리터, 6기통 2.8리터 등 세 가지 엔진 라인업으로 구성되어 있었는데, 대한민국에는 V6 2.0L 모델이 들어왔다.
그라나다는 편의장비로 파워 윈도우, 전동식 사이드 미러, 중앙 집중식 도어 잠금장치, 인체공학적 시트가 적용되어 당시 기술적으로 상당히 앞서 있었다. 당시 서울특별시 강남구 대치동 은마아파트 한 채 가격에 맞먹는 엄청난 고가였음에도 불구하고 대형차의 공급 부재로 인하여 대기 수요가 많았으며, 1979년에는 특별소비세 인상이 예정되어 있었기 때문에 출시되자마자 소비자들이 몰려들었다. 현대자동차는 우선 각 부처 장관, 국회의원 등 관공서하고 대기업 회장 등 사회 유명 고위관리층들에게 우선적으로 배정하였다. 한편으로는 그라나다의 판매를 위해 한 대라도 더 많은 차를 수출하면서 내수 시장에서는 대상 차종들의 출고 지연이 심해지는 부작용도 더러 나타났다.
제2차 유류 파동이 일어나자 1980년에는 라인업에 4기통 엔진을 추가하고 라디에이터 및 테일램프의 디자인까지 바꾼 뉴 그라나다를 개발, 경제성을 높이는 등 고급차에서도 차종을 다양화하였다. 그라나다는 1978년 10월부터 1985년 12월까지 대한민국에서 4,743대가 생산되었다. 엔진은 배기량 1,993cc로 수냉식 V6 OHC 엔진을 얹었으며, 최고출력 102마력(5,700rpm) 최대토크 16.9kgm(3,500rpm) 최고속도 165km/h를 발휘하였다. 변속장치는 동시치합식으로 전진 4단 및 후진 1단의 수동변속기였다. 점화계통의 배전기는 무접점식이고 연료계통의 기화기는 2벤츄리 수직형(SOLEX 제품)이다. 오토초크를 채용하였으며 흡입공기 자동온도 조절방식을 적용하였다. 연료 탱크 용량은 65L였고 냉각계통은 강제순환 수냉식이었다. 현가장치는 4륜 독립 현가장치로 앞뒤 모두 코일 스프링 및 가스식 쇼크 업소버를 적용하였다. 조향장치는 배력장치가 적용된 랙&피니언 타입이고 제동장치는 복식 다이어프램 서보 유니트를 가진 이중 유압 제동장치였다.
1985년 12월에 단종되었으며, 대한민국 사양의 후속 차종은 이듬해 1986년에 나온 전륜구동의 그랜저다. 또한 유럽 사양의 후속 차종은 스콜피오이다. 현재 대한민국에 정식 운행 가능한 그라나다는 3대로 추정되며 총 5대 정도가 남아 있다.

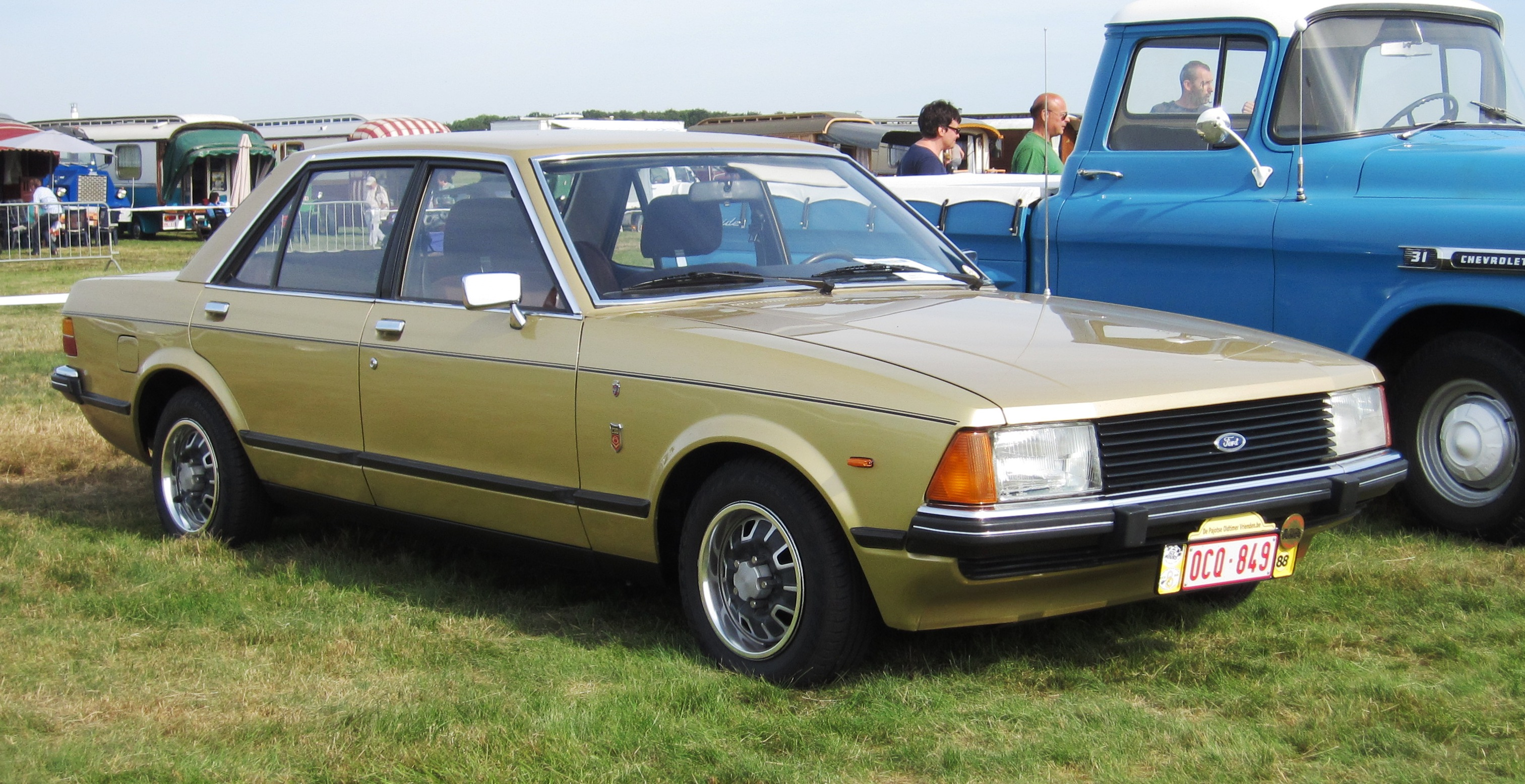
포드 그라나다 2세대(전기형) 전면
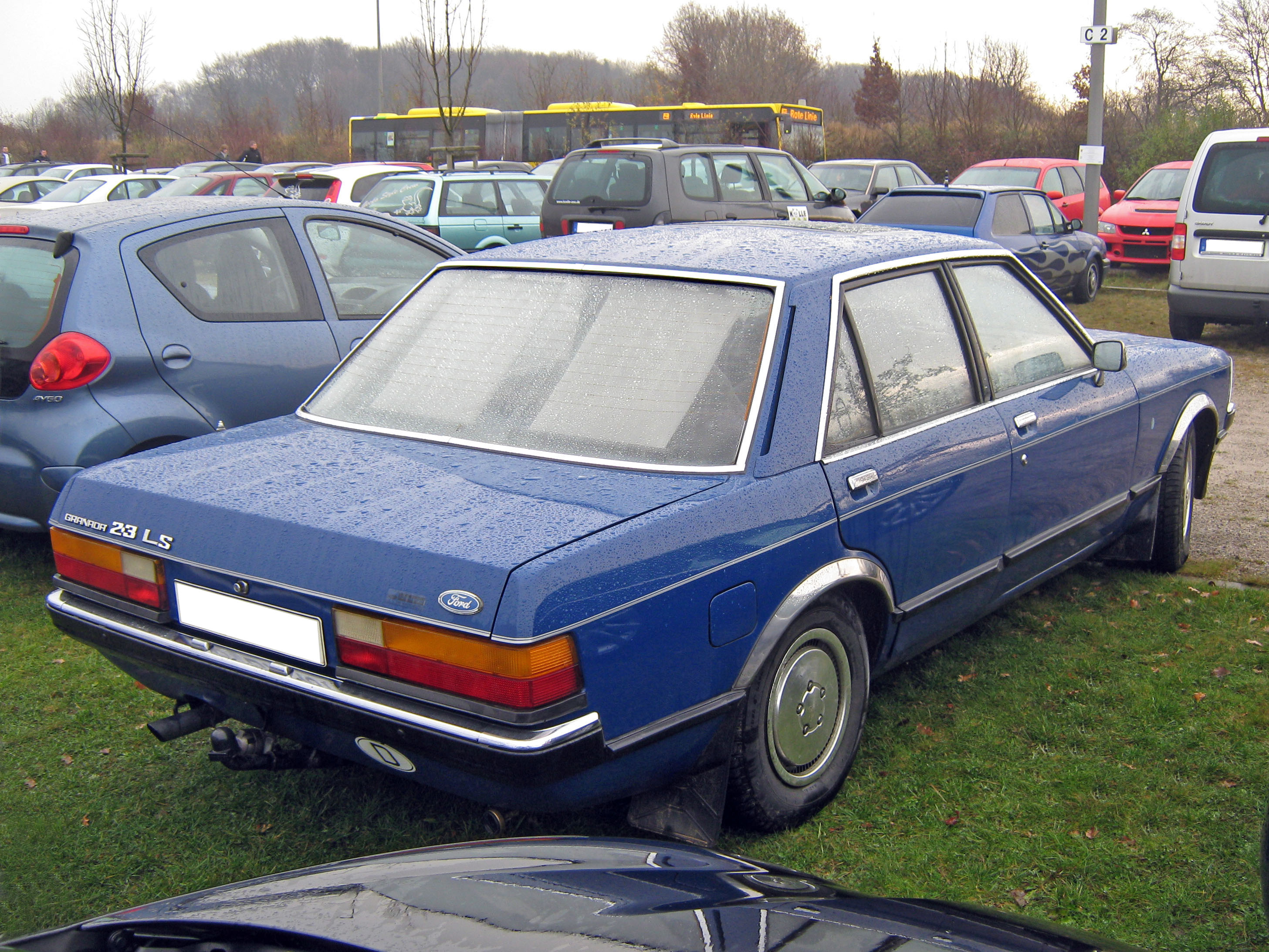
포드 그라나다 2세대(전기형) 후면

#### 라인업
- 4기통 저가형
- V6 고급형

#### 제원
제원
| 구분                 | 1.7L 쾰른 SOHC | 2.0L 쾰른 SOHC |
| -------------------- | -------------- | -------------- |
| 전장 (mm)            | 4,759          | 4,759          |
| 전폭 (mm)            | 1,791          | 1,791          |
| 전고 (mm)            | 1,378          | 1,378          |
| 축거 (mm)            | 2,769          | 2,769          |
| 윤거 (전, mm)        | 1,511          | 1,511          |
| 윤거 (후, mm)        | 1,537          | 1,537          |
| 승차 정원            | 5명            | 5명            |
| 변속기               | 수동 4단       | 수동 4단       |
| 구동 형식            | 후륜구동       | 후륜구동       |
| 연료                 | 가솔린         | 가솔린         |
| 배기량 (cc)          | 1,699          | 1,993          |
| 최고 출력 (ps/rpm)   | 73/5,700       | 102/5,700      |
| 최대 토크 (kg*m/rpm) | 12.0/3,500     | 16.9/3,500     |
| 연비 (km/L)          |                |                |

## 특이사항
- 현대그룹 정주영 회장의 장남인 정몽필 인천제철 회장이 타던 차였으며, 1982년에 울산에서 서울로 상경하기 위해 경부고속도로를 달리던 도중, 김천시에서 12톤 트레일러를 추월하려고 하다가 옆구리를 들이받아 8m 정도 끌려갔다가 엔진에서 화재가 발생하여 운전기사와 정몽필 회장 모두 숨졌고, 차량은 완전 전소되었다.(당시 차량 번호는 서울 1사 2600.)
- 그라나다의 후기형 헤드램프 및 테일램프의 디자인은 현대 스텔라와 유사하다.